# Avril 1997

## Événements
- Crue de la Rivière Rouge du Nord aux États-Unis.

- 1er avril : dérégulation du transport aérien européen.
- 1er avril : diffusion du premier épisode de la série animée Pokémon sur TV Tokyo.
- 2 avril : accord d'union entre la Russie et la Biélorussie, dans les domaines culturel, militaire et socio-économique.
- 11 avril : gouvernement d'union et de réconciliation en Angola après plus de vingt ans de guerre civile.
- 13 avril (Formule 1) : Grand Prix automobile d'Argentine.
- 21 avril : 
  - Jacques Chirac annonce la dissolution de l'assemblée nationale française[1].
  - Désignation d'un nouveau premier ministre en Inde : Inder Kumar Gujral.
- 22 avril : Opération Chavín de Huántar mettant fin à crise des otages à l'ambassade japonaise de Lima.
- 27 avril (Formule 1) : Grand Prix automobile de Saint-Marin.

## Naissances
- 1er avril : Asa Butterfield, acteur anglais.
- 4 avril : Victor Leksell, chanteur suédois.
- 6 avril :
  - Kim Mingyu, chanteur sud-coréen.
  - Hugo Travers, de la chaîne Youtube HugoDécrypte.
- 7 avril : Houda Eddachraoui, gymnaste artistique marocaine.
- 10 avril : Vlatko Čančar, basketteur slovène.
- 12 avril : 
  - Paul Marque, danseur Étoile français.
  - Katelyn Ohashi, gymnaste américaine.
- 15 avril : 
  - Maisie Williams, actrice britannique.
  - PLK, rappeur français d'origine polonaise.
- 18 avril : Caleb Swanigan, joueur de basket-ball américain († 21 juin 2022).
- 20 avril : Alexander Zverev, joueur de tennis allemand.
- 25 avril : Boris Buša, joueur serbe de volley-ball.
- 29 avril : Lucas Tousart, joueur de football français.